# José María España
José María España (La Guaira, estat de Vargas, Veneçuela, 1761 - Caracas 1799) va ser un militar veneçolà d'origen català. Va conèixer Manuel Gual i es van unir amb Joan Baptista Picornell, comerciants i altres grups socials, per a promoure una conspiració contra el domini espanyol el dia el 4 de juny de 1797 (la historiografia el recull com "La Conspiració de Gual i España). Els seus objectius serien: la destitució del poder espanyol, llibertat de comerç i producció, creació d'una República amb la unió de les províncies de terra ferma de Caracas, Maracaibo, Cumaná i Guayana, declaració dels drets de llibertat, igualtat, propietat i seguretat, igualtat entre les classes socials.
Abans de començar la conspiració va ser delatat, el que va obligar-lo a abandonar el territori veneçolà amb Gual, van escapar a l'Illa de Trinitat d'on va tornar secretament l'any 1799 però va ser capturat a La Guaira i enviat a Caracas, on la Real Audiència el va condemnar amb la pena de mort i va ser penjat en la Plaça Major i el seu cos esquarterat.